# Thorkild Bjørnvig
Thorkild Bjørnvig, född 2 februari 1918 i Århus, död 5 mars 2004, var en dansk författare och översättare.
Bjørnvig var medlem av Danska akademien sedan 1960. Hans dikt Anubis ingår i Danmarks kulturkanon.